# Рамеш Покхріял
Рамеш Покхріял або Нішанк (англ. Ramesh Pokhriyal "Nishank", народився 15 серпня 1958) — індійський політик, член партії Бхаратія джаната парті, хінді-мовний поет. Він є п'ятим головним міністром індійського штату Уттаракханд та лідером регіонального відділення партії. Він є сином Пірмандал Покхріяла і Вішнамбхарі з округу Паурі-Ґархвал, Уттар-Прадеш (зараз Уттаракханд). В 1991 році, його було обрано до Законодавчих Зборів штату від округу Карнапраяґ. Його було знов обрано в 1993 і 1996 роках. В 1997 він став міністром розвитку штату Уттар-Прадеш, а в 2002 році він програв вибори. У 2007 році його було обрано до Законодавчих зборів нового штату Уттаракханд. 27 червня 2009 він став п'ятим головним міністром штату .

## еРесурси Інтернету
- Personal website of Ramesh Pokhriyal